# HD174933
HD174933 — хімічно пекулярна зоря спектрального класу B9, що має видиму зоряну величину в смузі V приблизно  5,4.
Вона  розташована на відстані близько 459,4 світлових років від Сонця.

## Пекулярний хімічний склад
Зоряна атмосфера HD174933 має підвищений вміст 
Hg
.

## Магнітне поле
Спектр даної зорі вказує на наявність магнітного поля у її зоряній атмосфері.
Напруженість повздовжної компоненти поля оціненої з аналізу
наявних ліній металів
становить  738,6± 523,0 Гаус.